# Lago de Lugano
El lago de Lugano (del italiano: lago di Lugano o Ceresio) , también llamado Ceresio, es un lago alpino que se extiende entre el cantón del Tesino en Suiza, y las provincias de Varese y Como en Italia. 

## Etimología

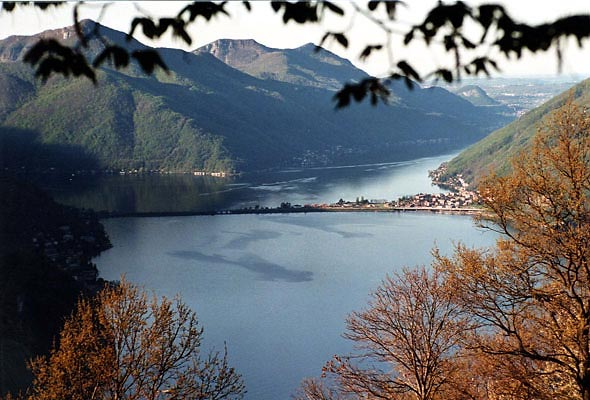
Vista del lago desde el norte. Puede observarse el puente-dique de Melide que cruza el lago en el centro y la población de Melide a la derecha.

Ceresio, el otro nombre del lago, es la italianización del nombre latino Ceresium, de etimología incierta, según algunos del latín cerasa, con el significado de cereza[cita requerida]. Otros estiman que el origen es aún más antiguo y que Ceresium es un topónimo romano, cuya traducción más adecuada sería más azul que el cielo[cita requerida].
El lago toma su nombre de la ciudad suiza de Lugano, la más importante a orillas del mismo.

## Morfología

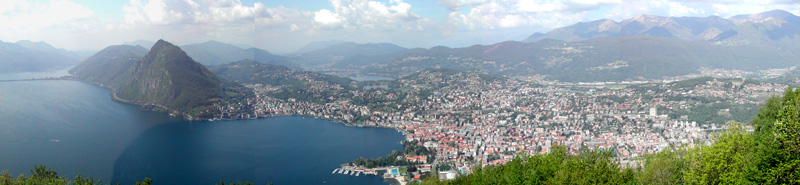
Panorama lago de Lugano desde la cima del Monte Brè.

El lago de Lugano es de origen glacial, habiéndose formado al final de la última glaciación hace unos 10 000 años.
Los tres principales afluentes son los ríos Cassarate, Vedeggio y Cuccio. Otros afluentes menores son el Bolletta, el Laveggio, el Magliasina, el Mara y el Rezzo.
En su parte más occidental, inicia el río Tresa, su gran emisario, que desagua en el lago Mayor, y pertenece a la cuenca hidrográfica del río Tesino.
El punto más profundo (288 metros) se encuentra en la parte superior del lago, en la frontera entre Suiza e Italia, a pocos kilómetros de Gandria.
Las localidades de Melide y Bissone, que se encuentra la una frente a la otra, a orillas opuestas del lago, están unidas por un puente sobre el cual para la autopista nacional A2, la carretera cantonal (nacional) y la carrilera del tren.

## Fauna
El lago es rico en peces. Aparte de algunas zonas protegidas como la fosa del río Cuccio en la comuna de Porlezza, es posible pescar dependiendo la modalidad. 
Las especies protegidas son el albur y las Austropotamobius pallipes. El albur se encuentra casi desaparecido en Lugano, mientras que en el lago Mayor se está pensando en un repoblamiento controlado sobre todo en la zona de Ponte Tresa.
En 1895 fue introducido el salmón del lago de Zug, mientras que entre 1894 y 1897 fue introducido el lavareto.

## Fósiles
Todo el lado escarpado de la orilla meridional del lago es rico en fósiles. El centro del yacimiento de los fósiles es el monte San Jorge declarado patrimonio de la Humanidad por la Unesco, en donde se encontraron numerosos fósiles a finales del siglo XIX, fósiles que datan del período Triásico (hace unos 220 millones de años).
El yacimiento del Monte San Jorge se prolonga hacia el oeste, en territorio italiano, en donde se encuentra otro yacimiento en Besano.
En Osteno, una localidad que se encuentra en la orilla meridional del lago, fueron encontrados fósiles del Jurásico inferior (hace unos 180 millones de años).

Panorámica del lago desde el monte San Salvatore.